# Tokyu Harvest Cup
Il Tokyu Harvest Cup è un torneo professionistico di tennis giocato su campi in sintetico. Fa parte dell'ITF Women's Circuit. Si gioca annualmente a Hamanako in Giappone.

## Albo d'oro

### Singolare
| Anno | Campionessa       | Finalista      | Punteggio     |
| ---- | ----------------- | -------------- | ------------- |
| 2011 | Karolína Plíšková | Junri Namigata | 6–2, 7–6(7–4) |

### Doppio
| Anno | Campionesse                | Finaliste                                      | Punteggio |
| ---- | -------------------------- | ---------------------------------------------- | --------- |
| 2011 | Natsumi Hamamura Ayumi Oka | Huynh Phuong Dai Trang Varatchaya Wongteanchai | 6–3, 6–3  |